# Pablo Hasél
Pablo Rivadulla Duró (né le 9 août 1988), connu sous son nom d'artiste Pablo Hasél, est un rappeur, auteur, poète et militant politique espagnol né en Catalogne.
Ses textes, souvent motivés par une idéologie d’extrême gauche, antimonarchiste et souverainiste catalane, lui ont causé des démêlés avec la justice espagnole faisant de lui un symbole controversé de liberté d'expression. Son cas est souvent rapproché de ceux des rappeurs Valtònyc et Maka,, alors que les limites de la liberté d'expression quant à la critique antimonarchique ont été explorées par Ska-P, Albert Pla, Def Con Dos, La Gran Orquesta Republicana, Boikot, La Raíz, et d'autres artistes.
En 2014, il fut condamné à deux ans de prison et à 30 000 euros d'amende pour apologie du terrorisme ; puis en 2018, pour injures à la Couronne, à l'armée espagnole et aux forces de police. En 2020, il fut reconnu coupable d'agression sur un journaliste et condamné à six mois de prison, ainsi qu'à deux ans et demi pour avoir menacé un témoin dans une affaire de violence policière et obstruction à la justice. En 2021, le Tribunal suprême espagnol confirma la peine de prison ferme des condamnations antérieures ; insolvable et dans l'incapacité à s'acquitter de l'amende, il fut condamné à seize mois de prison supplémentaires.
Le fait que les premières peines soient liées aux paroles des chansons et aux messages sur les réseaux sociaux provoqua un intense débat sur les limites de la liberté d'expression, ainsi que des manifestations, des émeutes, et des critiques de la part d'artistes, ou d'élus nationaux et régionaux.

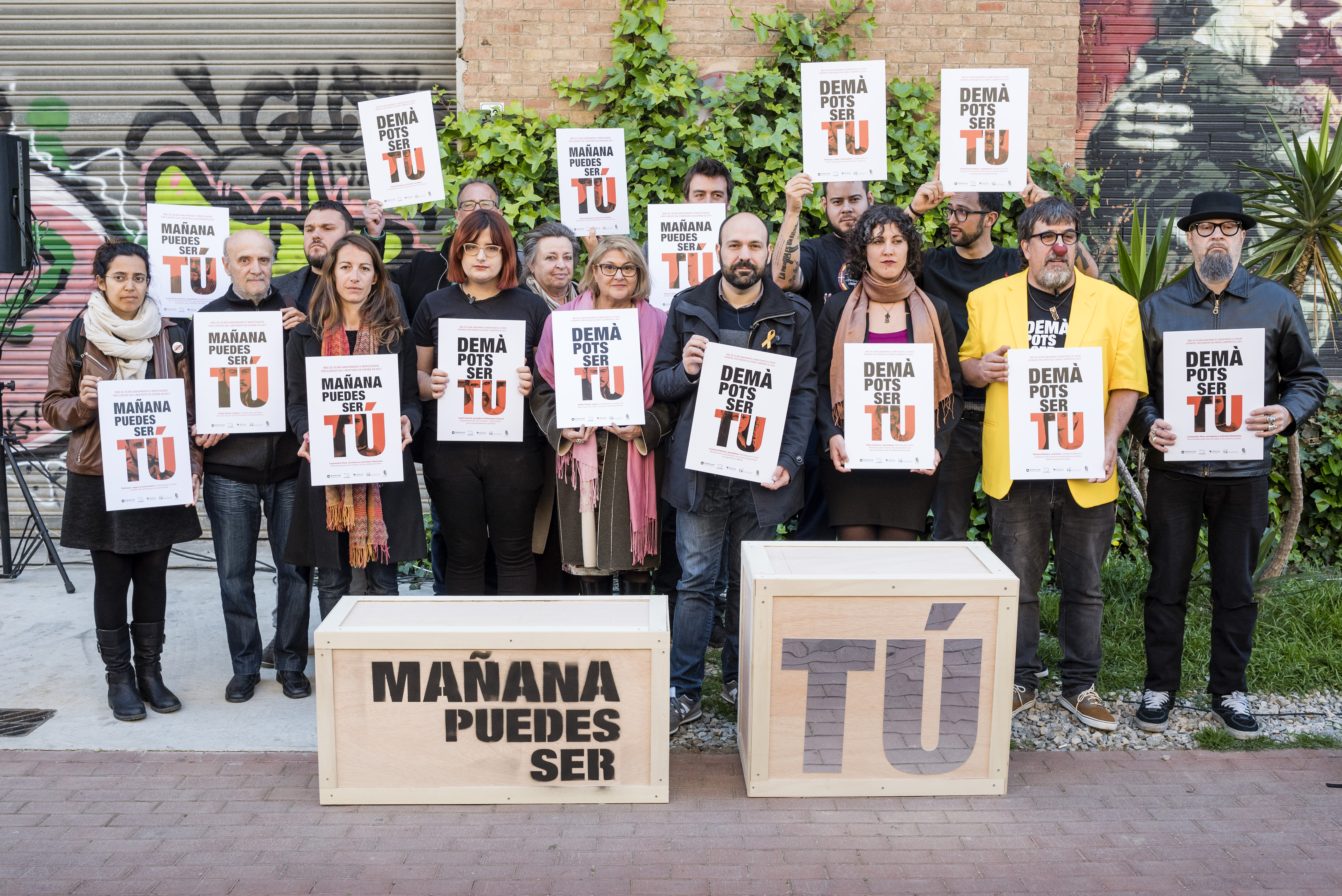
Réunion organisée par l'association catalaniste Òmnium Cultural réunissant des justiciables que cette dernière considère poursuivis pour leurs opinions - Hasél avec deux autres rappeurs Cesar Strawberry (Def Con Dos) et Valtònyc

## Procès et emprisonnement
Pablo Hasél est emprisonné une première fois en 2011 pour des chansons rendant hommage à des organisations armées d’extrême gauche dissoutes telles que les Groupes de résistance antifasciste du premier octobre, la Fraction armée rouge , Euskadi ta Askatasuna et Terra Lliure. Il est condamné à deux ans de prison en 2014 pour apologie du terrorisme.
Né en Catalogne, Pablo Hasél soutient le projet souverainiste catalan et le référendum de 2017 sur l'indépendance de la Catalogne.
Accusé d'injures et calomnies à l'encontre de la Couronne et de l'État, il est condamné le 2 mars 2018 en première instance à une peine de deux ans ferme, avant d'être relâché dans l'attente du verdict de son appel. Il lui est reproché d'avoir publié sur les réseaux sociaux des messages dénigrant la monarchie et la police. Il fut aussi condamné pour avoir menacé un témoin qui mettait hors de cause un policier accusé d'avoir battu un manifestant et agressé un journaliste.
Le 14 septembre 2018, quelques jours après qu'un premier juge belge eut refusé l'extradition de Valtònyc, l'Audience nationale rabaisse à neuf mois de prison la sentence de Hasél ainsi que celle du collectif de rappeurs La Insurjencia. Hasél publie immédiatement sur son compte Twitter que cette diminution de peine ne l'exonère pas de la prison, et que de son point de vue il s'agit d'une tentative de rompre la solidarité et d'éviter un scandale international.
Le 28 janvier 2021, la justice espagnole lui donne dix jours pour se rendre volontairement en prison afin de purger sa peine. Mais Hasél déclaré à l’AFP : « Ils devront venir m’enlever et cela servira aussi à dépeindre l’État sous son vrai visage, celui d’une fausse démocratie » et se réfugie à la mi-février dans l’enceinte de l'Université de Lérida - barricadé en compagnie d'une cinquantaine de sympathisants. L’opération de la police régionale catalane sur ordre de la justice espagnole, qui a été lancée le 16 février, deux jours après les élections au Parlement de Catalogne de 2021 s'est déroulée dans une ambiance tendue et a duré plusieurs heures, en raison de la résistance des sympathisants qu’il a fallu évacuer un par un.
Le parquet réclame début mars 2021 cinq années de prison supplémentaires contre Pablo Hasél, l'accusant d'avoir pris part le 25 mars 2018 à une manifestation contre l'arrestation de Carles Puigdemont, laquelle avait conduit à des échauffourées avec la police.

### Manifestations de soutien
Son arrestation est suivie de deux semaines d'affrontements entre les forces de l'ordre et des manifestants. 200 personnes sont arrêtées et 200 d'autres blessées, dont une jeune fille éborgnée à Barcelone, par un tir de balle en caoutchouc de la police.
Des causes sociales sont aussi avancées pour expliquer la mobilisation d'une partie de la jeunesse espagnole en faveur de Pablo Hasel : le pays ne s'est jamais entièrement remis de la crise économique de 2008 et les maux de la jeunesse sont toujours nombreux. Elle reste grandement sujette à la précarité, dans un pays où plus de 40 % des moins de 25 ans sont au chômage. Les prix des loyers dans les grandes villes sont considérables et encore en augmentation. Près de 48% des jeunes sont menacés de pauvreté et d'exclusion sociale. Plusieurs sociologues évoquent un sentiment très répandu de « mal-être », de « frustration », et d'« attentes déçues ». Dans le dossier Pablo Hasél s’exprime en outre un rejet plus ample de la monarchie espagnole, notamment en raison des scandales de corruption auxquels est mêlé l'ancien roi Juan Carlos, désormais en exil aux Émirats arabes unis,.

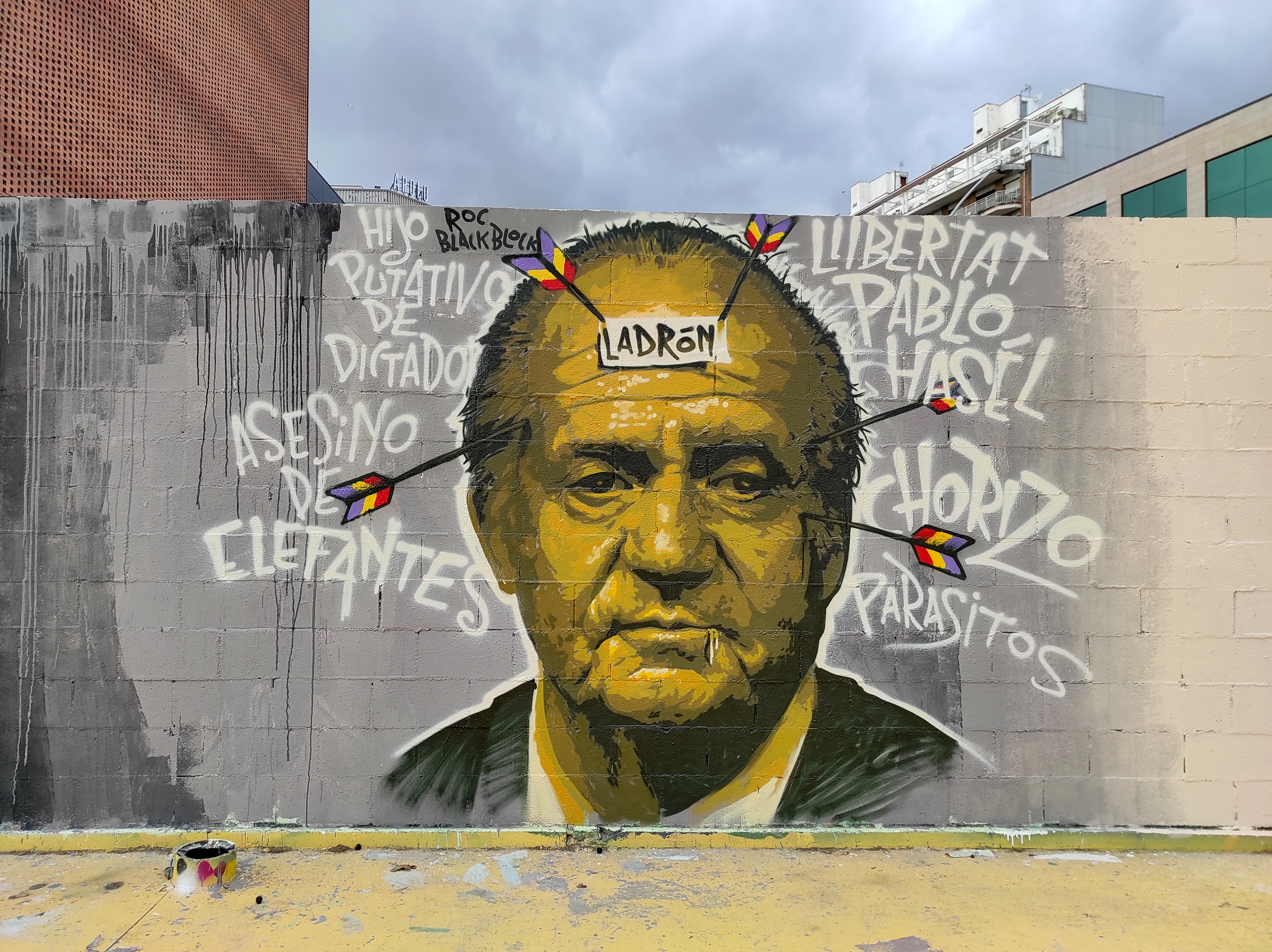
Peinture murale de soutien à Barcelone. Elle a été détruite en février 2021 sur ordre de la garde urbaine de Barcelone[18].
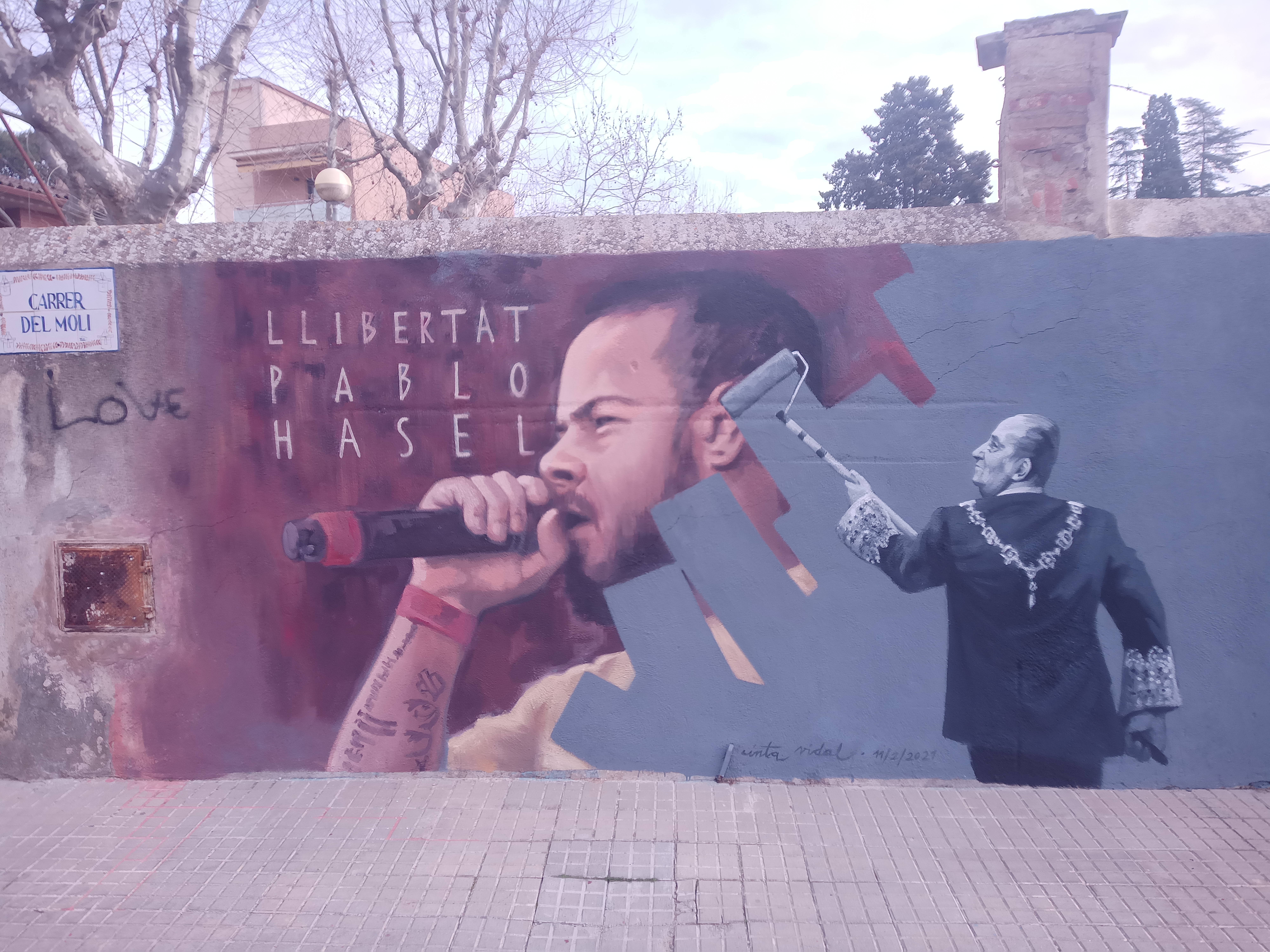
Peinture murale à Cardedeu, créée en réponse à la destruction du précédent.

### Autres réactions
Le gouvernement de Pedro Sánchez a reconnu « un manque de proportionnalité » dans la peine infligée au rappeur. Le parti de gauche Podemos, partenaire du gouvernement, est allé plus loin en dénonçant l'arrestation de Pablo Hasél comme représentant une atteinte à la démocratie.
Sa condamnation, controversée, en a fait un symbole de la liberté d'expression en Espagne. Plusieurs manifestations visant à le soutenir ont eu lieu dans le pays. Une tribune signée en sa faveur par plus de 200 personnalités du monde culturel, dont le réalisateur Pedro Almodóvar et l'acteur Javier Bardem, a été publiée. Les signataires y ont notamment affirmé que la condamnation de Pablo Hasél représentait une « épée de Damoclès » au-dessus de tous les artistes, accusant l'Espagne d'agir comme « la Turquie ou le Maroc ».
Le Conseil de l'Europe a condamné l'Espagne pour violation de la liberté d'expression et a exigé des réformes juridiques. La Commissaire aux droits de l'homme du Conseil de l'Europe a demandé une plus grande protection de la liberté d'expression. L'ONG Freemuse dénombre 14 autres artistes emprisonnés en Espagne, notamment pour des délits d'apologie du terrorisme et d'injures à la Couronne.

## Discographie

### En solo
- Esto no es el paraíso (2005)
- Miedo y asco en Ilerda – Réédité sous le titre Ilerda rima con mierda (2007)
- Trastorno tripolar (2007)
- Desde el abismo se goza de las mejores vistas (2008)
- No me joda, doctor (2008)
- Recital de ideales/No me joda, doctor (2008)
- En ningún lugar pero aquí (2008)
- Descuartizando resacas (2009)
- Quemando la vida (avec Kaktan) (2009)
- Cuando el tiempo no nos tocaba las ilusiones (2009)
- Se lo vomite al viento mientras ella se drogaba con otro (2010)
- Inéditas por culpa de Aileen Wuornos (2010)
- Banquete de larvas (2010)
- Siempre perdidos 1 (2010)
- Siempre perdidos 2 (2010)
- El Che disparaba (2011)
- Solos en medio del misterio infinito (2011)
- Polvo y ceniza (2011)
- Un café con Gudrun Ensslin (2011)
- El infierno sería verlos más allá (2011)
- Crucificado en tu clítoris (2011)
- Besos cortados con coca (2011)
- Canciones supervivientes al registro policial (2012)
- La tortura placentera de la luna: algunas canciones inéditas (2012)
- Escribiendo con Ulrike Meinhof (2012)
- Empezar de bajo 0: Algunos poemas grabados (2012)
- La noche que supe que hay laberintos sin salida  (2012)
- Poemas de presos políticos comunistas (2012)
- Los gusanos nunca volarán (inéditas) (2012)
- La muerte nos obligó a vivir (2012)
- Sigue desnudándose la dictadura del capital (2013)
- Por mera supervivencia (inéditas) (2013)
- Por mera supervivencia II (inéditas) (2013)
- Por mera supervivencia III (inéditas) (2013)
- Exprimiendo el corazón (inéditas) (2013)
- Tarde o temprano Venceremos (2014)
- Mientras me asesina el tiempo (inéditas) (2014)
- Por escapar de la oscuridad  (inéditas) (2014)
- A Orillas Del Segre (2014)
- Cafeína e imaginación  (inéditas) (2015)
- Burlando al dolor (2015)
- Boicot activo (2015)
- Hasta el fin de mis días (2015)
- Resistir hasta vencer (2016)
- Esto ya ni desahoga (inéditas) (2016)
- Fuerte fragilidad (2017)
- Perdidos en el infinito (con Nyto Rukeli) (2017)
- El interrogatorio del atardecer (2018)
- La voz no puede encerrarse (2018)
- Ha llovido mucho (2019)
- Semillas de libertad (2019)
- Haciéndome la autopsia (2020)
- La inmolación de las entrañas (2020)
- Canciones para la revuelta y la soledad (2020)

### Prozaks (avec Cíniko)
- Recital de ideales / No me joda, doctor (2008)
- A orillas del Segre (2014)

### Magmah (avec Zyon Revol "Frankie Brown" )
- En ningún lugar pero aquí (2008)

### Las resakas (avec Marc Hijo de Sam)
- Las resakas: Besos cortados con coca (2011)
- La muerte nos obligó a vivir (2012)

### Liste des collaborations
- Ciniko: Rabia (La teoría del nada/2007)
- Zwit: Violé a mis monstruos
- Rekiêm: Insomnio dicta (Amaneciendo en persia/2011)
- Be timeless: La muerte en cada partícula (Sencillo y en silencio/2011)
- Charly efe: Follando como perros (Sra. Muerte pase usted primero/2011)
- shakymc: Compositor de varios temas (Joel Murillo. 2009-2012)
- The Gulaggers - Whiskey & nachos
- Gorka: Señalando obstáculos (Avec Pipe Díaz,2013)
- Los Chikos del Maíz: Los hijos de Iván Drago (Pasión de Talibanes/2011)
- RPG-7: Pásate (En tu ciudad/2012)
- H.Kanino - Vidas al límite (Con Ozhe,2013)
- Pipe Díaz - El eco de los disparos
- Pipe Díaz - Jódete Burgués
- El Invikto - Insomnio e Imaginación
- Valtonyc - Lo que la represión no puede frenar
- Saúl Zaitsev y Pipe Díaz - Somos
- Saúl Zaitsev - Otro paso
- Arma X - Los nietos de Stalin
- Nyto - Anticapitalismo o Barbarie
- Siker - Trabajos forzados
- Cíniko - Sublévate
- Cíniko - Menti ros (chanson dédiée à Angel Ros)
- Boot Boys - Hostiles torbellinos
- Elisa - Siempre vivirán
- ARS MORIS y Cíniko - Rojo remedio (2018)
- Koro - Parásitos (2020)
- Konorte - Askatasun haziak (2020)
- Eshoj Ekirne - Seguimos firmes (2020)
- Mara - Sua eta harria (2020)
- Luis Díaz - Internacionalismo (2020)
- Teko - Traga (2020)

## Publications écrites
Hasél est également l'auteur de nombreux poèmes et livres. Il travaille fréquemment en collaboration avec le poète espagnol Aitor Cuervo Taboada.
- Dos canallas a sueldo de La Habana (poème avec Aitor Cuervo Taboada)
- Acerca del amor - Manuel Pérez Martínez (Arenas) (poème réédité avec Aitor Cuervo Taboada)
- Derritiendo icebergs
- Veinte poemas de odio y dos corazones descuartizados (poème avec Aitor Cuervo Taboada)
- Con la solidaridad por bandera (poème avec Aitor Cuervo Taboada)
- Follarnos mientras ejecutan un banquero (poème)
- Más que cifras (poème)
- De la ansiedad a la esperanza (poème)
- La violencia de las injusticias (Livre d'histoires)
- Más allá del polvo (poème)
- La resaca de vivir (poème)